# Chris Fehn

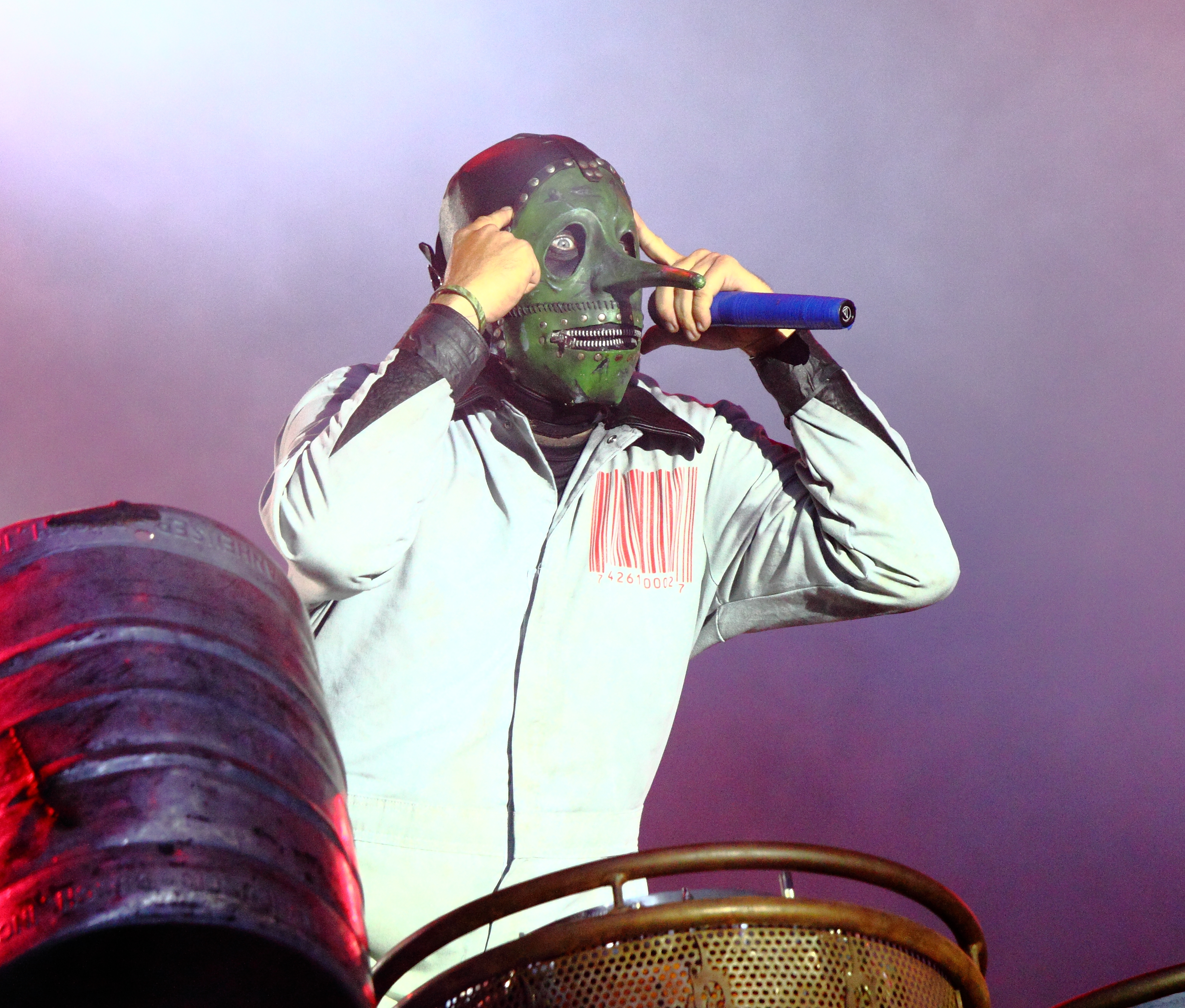

Christopher Michael „Chris” Fehn (n. 24 februarie 1973, Des Moines, Iowa, SUA), sau cunoscut sub numărul său #3, este un muzician american, cel mai bine cunoscut sub numele de unul dintre primii doi percuționiști ai trupei Slipknot, câștigătoare a premiului Grammy. El a fost și basistul pentru Will Haven.

## Discografie
Cu Slipknot:
- 1999: Slipknot
- 2001: Iowa
- 2004: Vol. 3: (The Subliminal Verses)
- 2005: 9.0 Live
- 2008: All Hope Is Gone
- 2012: Antennas To Hell
- 2014: .5: The Gray Chapter
- 2018: "All Out Life" (Single)

## Legături externe
- Slipknot website Arhivat în 30 iunie 2008, la Wayback Machine.
- Chris Fehn la Internet Movie Database